# 和平街道 (鞍山市)
和平街道，是中华人民共和国辽宁省鞍山市铁东区下辖的一个乡镇级行政单位。2019年12月，撤销对炉街道，下辖的7个社区成建制划入和平街道。

## 行政区划
和平街道下辖以下地区：
东方社区、健身社区、体育社区、林园社区、裕民社区和中华社区。